# Filles du Cœur de Marie
Les Filles du Cœur de Marie (en latin : Filiae Cordis Mariae) est une congrégation religieuse féminine enseignante de droit pontifical. Elle fait partie de la famille ignatienne.

## Histoire
La congrégation est fondée par Pierre-Joseph de Clorivière (1735-1820) prêtre de la Compagnie de Jésus, avec Adélaïde-Marie Champion de Cicé (1749-1818) afin de préserver la vie religieuse en France, interdite à la suite du décret du 13 février 1790 par l'Assemblée constituante de 1789.
Clorivière pense à une institution où les religieuses se consacrent à Dieu par des vœux religieux, sans habit religieux particulier, vivant dans le monde sans qu'il soit nécessaire de changer de mode de vie ou de quitter sa famille, anticipant ainsi les instituts séculiers. Ce projet est approuvé le 18 septembre 1790 par Gabriel Cortois de Pressigny, évêque de Saint-Malo ; le 2 février 1791 a lieu la première consécration.
Un accord verbal est donné par Pie VII le 19 janvier 1801. L'institut obtient l'approbation du pape Pie IX le 24 avril 1857 et ses constitutions religieuses sont définitivement approuvées par Léon XIII le 18 juin 1890.

## Fusion
En 1967, deux instituts fusionnent avec elles.
- Sœurs de Notre-Dame de la Providence de Blois (Loir-et-Cher) fondées à Blois par Adeline Gaudron (1806-1845) d'une communauté de filles du Cœur de Marie de Paris qui se sépare en 1859 pour devenir une congrégation autonome[7].

- Petites sœurs de la Vierge Marie de Lyon (Rhône). Le 29 octobre 1860, Alexandrine Geoffray (1829-1890) fonde à Lyon l'œuvre de Notre-Dame Auxiliatrice pour aider les ouvrières pauvres, malades ou âgées et prier pour les âmes du purgatoire[8]. Elle transforme ensuite l'association en congrégation religieuse et fait profession le 18 juillet 1868 dans la chapelle des visitandines de Lyon en prenant le nom de sœur Marie-Thérèse de Sainte-Chantal[9]. Le 25 juillet 1869, elle fait un pèlerinage à la Salette et rencontre le Père Sylvain Marie Giraud (1830-1885) supérieur général des Missionnaires de Notre-Dame de la Salette. Il l'aide dans sa fondation et rédige les constitutions[10]qui sont approuvées le 6 janvier 1872 par Jacques Ginoulhiac, archevêque de Lyon[11]. Les sœurs abandonnent le vocable de Marie-Auxiliatrice pour se placer sous celui de Notre-Dame de la Salette[10]. Elles adoptent en 1951 le nom de Petites sœurs de la Vierge Marie[12].

## Activité et diffusion
Les Filles du Cœur de Marie se dévouent principalement à l'enseignement.
Elles sont présentes en:
- Europe : Allemagne, Angleterre, Belgique Espagne, France, Irlande, Italie, Portugal, Suisse.
- Amérique : Argentine, Brésil, Canada, Chili, Colombie, Équateur, États-Unis, Guatemala, Haïti, Mexique, Pérou, Vénézuéla.
- Afrique : Bénin, Burkina Faso, Éthiopie, Kenya, Madagascar, Rwanda.
- Asie : Inde, Japon, Pakistan, Vietnam.

La maison-mère est rue Notre-Dame-des-Champs à Paris.
Au 31 décembre 2008, la congrégation comptait 1409 religieuses dans 155 maisons. En 2024, elles sont environ 900 sœurs.

## Personnalités de la congrégation
- Charlotte Hélène de Saisseval (1764-1850)
- Marie-Rose Bouchemousse (1889-1966)
- Ruth Pfau (1929-2017)